# خفاش انگشت‌دراز متوسط
خفاش انگشت‌دراز متوسط (نام علمی: Miniopterus medius) نام یک گونه از سرده خفاش‌های بال‌خمیده است.